# Julio César Ortiz
Julio César Ortiz Valencia (Cali, Valle del Cauca, Colombia; 8 de marzo de 1989) es un exfutbolista colombiano. Jugaba de defensa y se retiró en Jaguares de Córdoba de Colombia. 
Es el sobrino del también exfutbolista Willington Ortiz.

## Trayectoria
Jugó de lateral izquierdo y maneja la pierna zurda. Empezó su carrera en las divisiones menores del Deportivo Cali, Millonarios y después en América de Cali donde el técnico Álvaro Aponte le dio visto bueno y su debut fue en Palmira el 26 de febrero del 2011 contra Envigado en el estadio Francisco Rivera Escobar, donde América ganó 2 a 1 y jugó un buen partido pero por una leve lesión fue sustituido, Pero en las siguientes presentaciones estuvo en los 90 minutos contra Equidad en Bogotá y contra Itagüí Ditaires en Itagüí. 
El 9 de marzo cuando estaba en prácticas, en una jugada con Banguero se golpea la cabeza en el piso tras hacer un salto, de inmediato los médicos del conjunto americano lo llevan a una clínica donde le hicieron exámenes al cerebro pero no salió nada malo.
Estuvo lesionado casi un mes y vuelve para enfrentar al Deportivo Cali en la Copa Postobon. En el segundo semestre de 2011 fue el lateral izquierdo titular del América de Cali, su último partido fue en Tunja por el partido de promoción contra Patriotas, donde América perdió la categoría. Las últimas temporadas de Julio César Ortiz en América no han sido las mejores, pero poco a poco recuperará el nivel futbolístico que mostró en sus primeros partidos como profesional con el conjunto escarlata para el 2015 se une al plantel del Deportivo Pereira que juega en la Categoría Primera B colombiana donde ha demostrado calidad y seguridad defensiva

## Clubes
| Club                | País     | Año         | Partidos | Goles |
| ------------------- | -------- | ----------- | -------- | ----- |
| América de Cali     | Colombia | 2011 - 2014 | 93       | 3     |
| Cúcuta Deportivo    | Colombia | 2014        | 14       | 0     |
| Deportivo Pereira   | Colombia | 2015 - 2016 | 29       | 3     |
| Jaguares de Córdoba | Colombia | 2017        | 0        | 0     |